# Grabgarten
Als Grabgarten wird in der Landschaftsarchitektur ein Garten bezeichnet, der architektonischer Bestandteil einer  Grabanlage ist.
In der Archäologie – insbesondere der Eisenzeit und der Antike sowie in der provinzialrömischen Archäologie – steht der Fachbegriff Grabgarten für eine archäologische Fundgattung im Bereich Grabbau. Als Grabgarten wird hier ein rechteckiger, quadratischer oder kreisförmiger Grabbau aufgefasst, dessen Grundform durch eine Einfriedung um das eigentliche Grab herum gebildet wird, die aus einem Graben oder Steinen besteht und obertägig sichtbar ist.

## Keltische Grabgärten
Im westlichen Mittelhessen etwa finden sich im Wald selten auch rechteckige und kreisförmige Grabgärten der jüngeren Eisenzeit (Spätlatènezeit). In diesen eisenzeitlichen Grabgärten liegen in der Regel Brandbestattungen vor. Die Einfriedungen der Grabgärten sind aus Steinen und obertägig sichtbar.

## Gallorömische Grabgärten
Nach der Aufgabe der Hügelsitte wurden Ende des 2. Jahrhunderts v. Chr. bis um 150 n. Chr. z. B. im gallorömischen Vicus Belginum quadratische Gräberbezirke angelegt, so genannte Grabgärten, die mit einer Mauer oder einem Graben eingefasst waren.